# 刺五加苷
刺五加苷（Eleutheroside，也作五加苷）是一系列从植物刺五加的根部分离出的化合物的合称。其中刺五加苷A（胡萝卜苷、β-谷固醇葡萄糖苷）为一种皂苷，所以刺五加苷有时也被称做“刺五加皂苷”。刺五加苷B（紫丁香苷）则是一类苯丙素类化合物，刺五加苷B1也称异嗪皮啶葡萄糖苷（isofraxidin glycoside）。刺五加苷D与刺五加苷E互为紫丁香树脂酚β-D-葡萄糖苷的同分异构体。刺五加苷I、刺五加苷L、刺五加苷K、刺五加苷M为以齐墩果酸为苷元的三萜皂苷。1950年代苏联学者曾对刺五加及刺五加苷进行过一系列研究。刺五加苷常被当作薄层色谱鉴定含刺五加、五加皮等成分的草药制品、保健品或营养补充品的指示化合物。

刺五加苷A （胡萝卜苷）
刺五加苷B （紫丁香苷）
刺五加苷C （乙基半乳糖苷）
刺五加苷D